# Безсонова Раїса Василівна
Раї́са Васи́лівна Безсо́нова (18 серпня 1937, село Лобанове[уточнити], Жовтневий район, Миколаївська область) — радянська академічна веслувальниця тв українська тренерка з академічного веслування, майстер спорту СРСР, заслужений тренер УРСР.

## Життєпис
У 1957 році Раїса Безсонова вперше стала чемпіонкою України. Потім ще 6 разів виборювала цей титул. У 1964 році в складі вісімки миколаївського «Динамо» завоювала бронзову медаль на чемпіонаті СРСР, була другою на Московській регаті. Випускниця Київського інституту фізичної культури 1960 року.
Після цього стала працювати тренеркою у Дніпропетровську. У 1964 році переїхала до Миколаєва. Працювала тренеркою у спортивному товаристві «Динамо», від 1971 — викладачка фізичного виховання в Миколаївському музичному училищі, паралельно працювала тренеркою у спортивному товаристві «Локомотив». З 1973 до 1991 — тренерка СДЮШОР «Суднобудівник», від 1991 — у школі вищої спортивної майстерності.
Серед вихованців — призер Олімпійських ігор, чемпіонатів світу та Європи Сергій Білоущенко, чемпіонка світу та Європи, учасниця двох Олімпіад Тетяна Колесникова, чемпіон Європи Олександр Бєлозеров, бронзовий призер чемпіонату світу Віталій Кравченко, бронзова призерка літньої Універсіади в Казані, учасниця літніх Олімпійських ігор в Лондоні та Ріо-де-Жанейро Олена Буряк, призери чемпіонатів СРСР, чемпіони України, переможці першості ВЦРПС і України — Павло Лопатник, Володимир Санько, Людмила Чумачок, Наталія Фурдоленко, Валентина Малюк, Ніна Дальшина, Ольга Письменна, Катерина Карпова, Марина Безсонова, Володимир Кичук, Володимир Пікулевич, Олександр Галиш, Юрій Лощилов та інші.